# Batalla d'Adrianòpolis (1003)
La batalla d'Adrianòpolis de l'any 1003 va ser un combat entre l'Imperi Búlgar i l'Imperi Romà d'Orient.
L'any 996 Basili II Bulgaròcton va derrotar el tsar Samuel vora el riu Esperqueu i va reconquerir Tessàlia i el Peloponès i el 1002 va assolar Macedònia. Però Samuel va reorganitzar les seves forces, va llençar el contraatac i va saquejar Adrianòpolis (1003), que no obstant va abandonar tot seguit.